# Chipre en los Juegos Olímpicos de Seúl 1988
Chipre estuvo representado en los Juegos Olímpicos de Seúl 1988 por un total de 10 deportistas que compitieron en 4 deportes.  
El portador de la bandera en la ceremonia de apertura fue el tiro Mijalakis Tymbios. El equipo olímpico chipriota no obtuvo ninguna medalla en estos Juegos.